# Fedje (ø)
60°46′6.4776″N 4°43′3.3528″Ø / 60.768466000°N 4.717598000°Ø
Fedje er den største ø i Fedje kommune i Vestland fylke i Norge. Øen  ligger vest for Fedjefjorden, og har et  areal på 7,2 kvadratkilometer. På sydspidsen af øen ligger Hellisøy fyr. Fedjebjørnen er med 47 moh. højeste punkt på øen.